# Constructores de Gómez Palacio
El Club de Fútbol Constructores de Gómez Palacio fue un equipo de fútbol de México. Participó en la Serie B de la Segunda División de México. Jugó sus partidos de local en la Unidad Deportiva Francisco Gómez Palacio.

## Historia
El equipo nació en agosto de 2014 como un proyecto local, teniendo participación en la Tercera División Juvenil del Sector Amateur de la Federación Mexicana de Fútbol. En noviembre de ese mismo lograron el título de la Copa Multiversidad de la zona al derrotar a Atlas en la final, con lo cual consiguieron su pase para disputar el torneo a nivel nacional y a mediados de noviembre se coronaron campeones nacionales al derrotar al anfitrión Tonalá en la final. El equipo empieza a participar en la Tercera División de México a partir de la temporada 2015-16, ubicado en el grupo XIV. En su primera temporada en tercera división terminaron líderes de grupo y fueron eliminados en dieciseisavos de final. La temporada 2016-17 terminaron segundo lugar del grupo.
En junio de 2017 la Segunda División de México sufre cambios en su formato y se anuncia a Constructores como uno de los nuevos equipos de la liga, lo cual fue confirmado el 6 de julio, presentando a Pedro Muñoz como técnico de la nueva franquicia de segunda división.
En junio de 2019 el equipo no apareció en la lista de participantes de la Serie B. Luego de ello, se realizó una celebración en forma de homenaje al jugador estrella y capitán, Yamil Nájera, consumando así la desaparición del club.

## Temporadas
| Temporada     | División            | Posición                      |
| ------------- | ------------------- | ----------------------------- |
| 2015-16       | 5. Tercera División | 1.º Grupo XIV (Dieciseisavos) |
| 2016-17       | 5. Tercera División | 2o. Grupo XIV                 |
| Apertura 2017 | 4.Segunda Serie B   | 12o. Grupo I                  |
| Clausura 2018 | 4.Segunda Serie B   | 9o. Grupo I                   |
| 2018/2019     | 4.Segunda Serie B   | 13o.                          |